# Mediterranean Shipping Company

Bandiera del gruppo MSC.

Mediterranean Shipping Company S.A., meglio nota con la sigla MSC, è la prima compagnia di gestione di linee cargo a livello mondiale. La linea dispone di 500 navi portacontainer, di cui 193 di proprietà e 307 noleggiate, con una capacità complessiva di 2.550.000 Unità equivalente a venti piedi (TEU), di cui 1.100.000 TEU circa di proprietà contro 1.450.000 TEU circa noleggiati. MSC ha rappresentanze proprie nei maggiori porti mercantili del mondo.

## Storia
La MSC fu fondata nel 1970 a Napoli come compagnia privata dall'armatore Gianluigi Aponte, quando comprò la sua prima nave. L'armatore di Sant'Agnello iniziò così a commerciare con l'Africa vari tipi di merci.
Nel 1988, con l'acquisizione della Flotta Lauro, viene creata una linea di crociere sussidiaria, la MSC Crociere. Il quartier generale della compagnia ha sede a Ginevra, in Svizzera, la sede operativa a Piano di Sorrento, in Italia, mentre il principale hub della linea si trova ad Anversa, in Belgio.

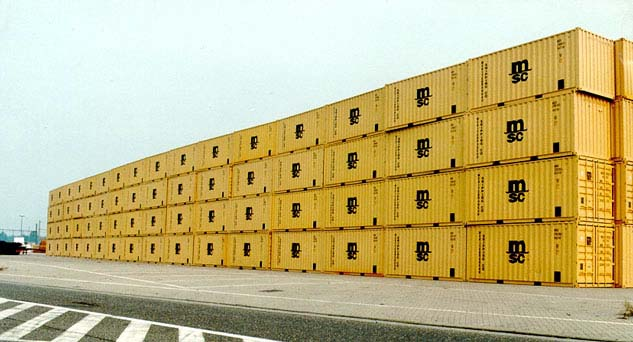
Una fila di container di nuova produzione di proprietà della MSC.

Il quartier generale di MSC India, l'MSC House, è stato inaugurato nel 2008. MSC ha anche una suddivisione per gestire alcune delle sue esigenze IT, che si chiama Interlink Transport Technologies Inc. situata a Warren (New Jersey).
Nell'aprile 2011 la MSC si avvicina a quota 2 milioni di TEU nella capacità complessiva della sua flotta. Ad annunciarlo la stessa compagnia che, nell'aggiornare i dati sulle sue navi, sale a 444 unità per una capacità pari a 1,925 milioni di TEU.
Il 16 febbraio 2017 viene annunciata l'acquisizione del 49% della Ignazio Messina & C., storica compagnia di navigazione italiana, fondata nel 1929 a Genova, specializzata nei trasporti intra Mediterraneo e dall'Europa verso l'Africa tramite navi Roll-on/roll-off.

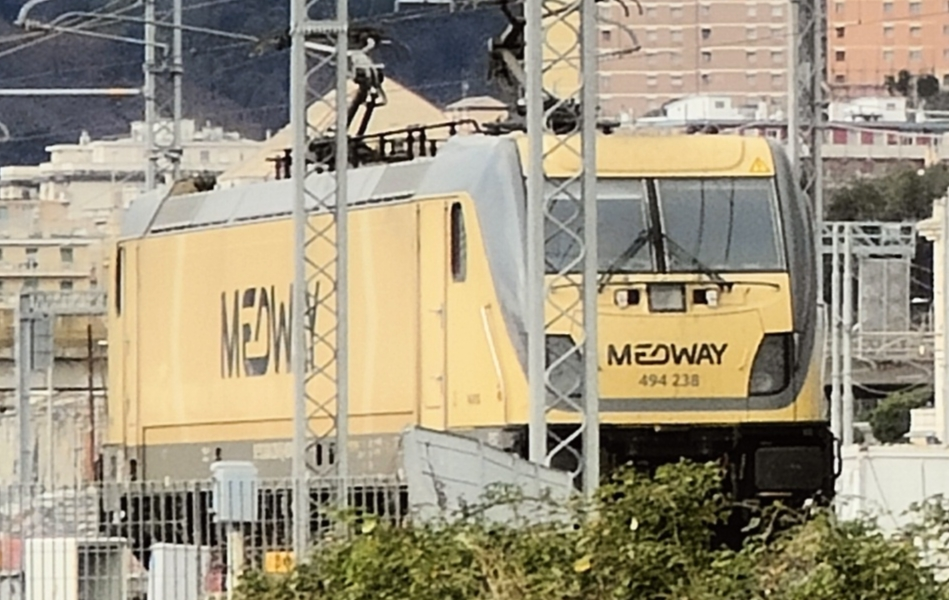
Locomotiva Medway 494.238 nell'area merci di Genova Pra-Palmaro

Nel gennaio 2016, MSC espande la propria attività al trasporto di container su ferrovia acquisendo la portoghese CP Carga con Medway/Medlog diventando, con il passaggio di proprietà, l'impresa ferroviaria del gruppo MSC (guidata da Federico Pittaluga) con sede a Genova ed operante nei principali interporti italiani del nord Italia. 

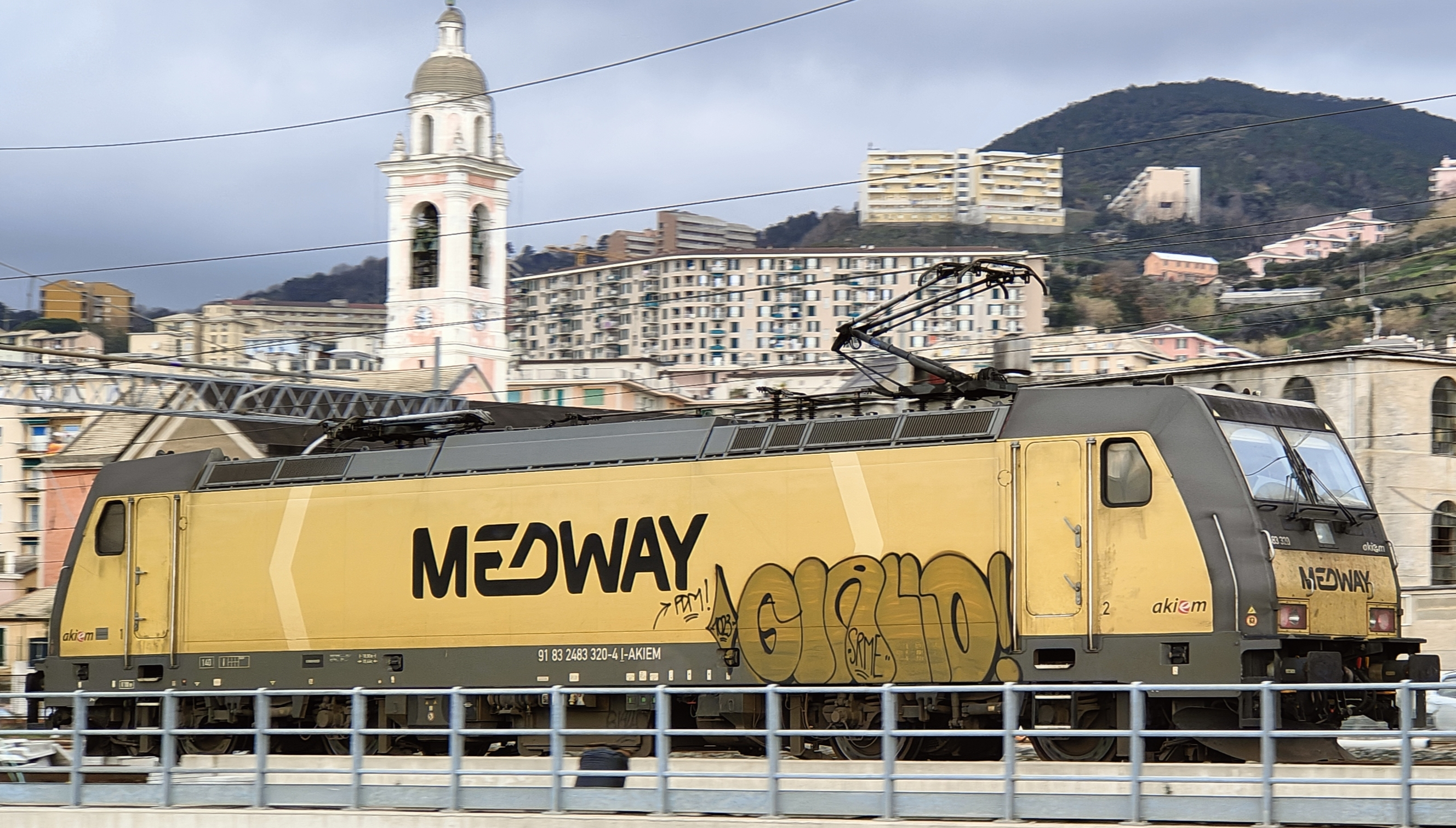
La TRAXX F140 MS Medway 183.320 in manovra a Pra'

Nel 2021, grazie all'acquisto di 93 portacontainer, è stato stimato che diventerà la più grande flotta al mondo, superando la danese Maersk.
Nel settembre 2021 MSC fonda un nuovo marchio crocieristico Explora Journeys dedicato alle crociere extralusso.
Nel dicembre 2021, MSC offre almeno 5,7 miliardi di euro per Bolloré Africa Logistics, una filiale del gruppo Bolloré.
Nell'aprile 2024 acquisisce per 700 milioni di euro il controllo di Gram Car Carriera, compagnia norvegese specializzata nel trasporto di autoveicoli, in vista delle promettenti esportazioni del mercato automobilistico cinese.

### Blue Media
Dal 29 settembre 2024, attraverso la società svizzera Multi Investment Holding SA, una holding di partecipazioni finanziarie presieduta da Diego Aponte, controlla Blue Media S.r.l. che è l'editore de Il Secolo XIX e delle testate ad esso collegate: ‘Il Secolo XIX del Lunedì’, ‘The MediTelegraph’, L'Avvisatore Marittimo, ‘Giornale del Ponente Ligure’ e ‘l'Automazione Navale e Tecnologie per il Mare & Trasporti’ (TMT).

## Attività

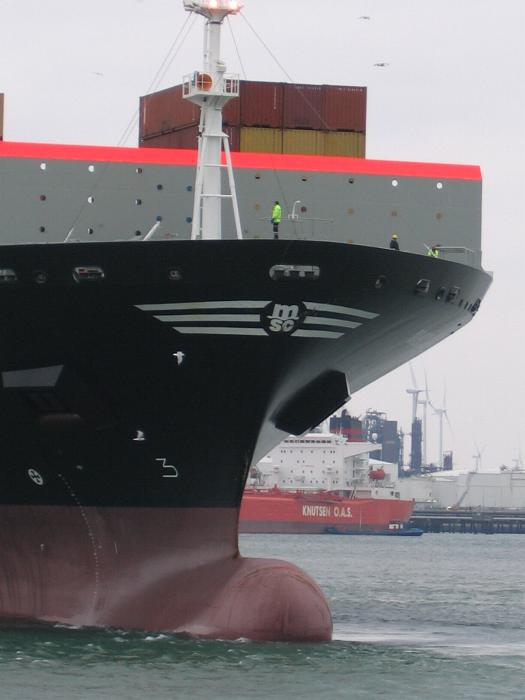
Prua di una portacontainer MSC.

La MSC serve 270 porti nel mondo in sei continenti, ha 350 uffici locali, impiegando un totale di 28.000 persone, possiede inoltre una rete di agenzie di rappresentanza. La flotta comprende navi con una capacità massima di 23.756 TEU, tra cui anche la MSC Gülsün, la più grande portacontainer del mondo al momento del varo, completata l'8 luglio 2019. L'azienda rimane indipendente ed è interamente posseduta dal suo presidente Aponte e dalla sua famiglia.
La linea è stata nominata "compagnia di navigazione dell'anno" nel 2007 dalla Lloyds Loading List.

## Incidenti
La portacontainer MSC Napoli, di proprietà della compagnia inglese Metvale Limited e in noleggio, fu colpita e danneggiata dalla tempesta Kyrill nel canale della Manica il 18 gennaio del 2007 e, ormai considerata dal capitano in procinto di affondare, fu abbandonata dall'intero equipaggio, per poi finire deliberatamente incagliata nella Lyme Bay, nei pressi di Sidmouth, dai rimorchiatori inviati per il tentativo di recupero, causando un modesto disastro ambientale.
Il 21 marzo 2025, la portacontainer MSC Houston V, investita dalla tempesta Marthino al largo delle coste portoghesi durante la navigazione dal Pireo a Liverpool, ha perso 15 container in mare, danneggiandone altrettanti. Successivamente al sinistro, è stata trasferita nel vicino porto spagnolo di Vigo e, dopo essere stata scaricata, sottoposta a ispezioni.
Nella notte tra il 24 ed il 25 maggio 2025, la portacontainer MSC Elsa 3, durante la navigazione da Vizhinjam a Kochi, si capovolge a causa dell'allagamento delle proprie stive. A bordo erano presenti 640 container, 13 dei quali contenenti merci pericolose. Tutti e 24 i membri dell'equipaggio, sono stati tratti in salvo nelle ore successive al peggioramento dell'inclinazione della nave.